# Wspomnienia z przyszłości: nierozwiązane zagadki przeszłości
Wspomnienia z przyszłości: nierozwiązane zagadki przeszłości (niem. Erinnerungen an die Zukunft: Ungelöste Rätsel der Vergangenheit) – książka Ericha von Dänikena wydana w 1968 r. Autor przedstawia w niej swoją hipotezę, że technologie oraz religie niektórych starożytnych cywilizacji zostały podarowane ludziom przez starożytnych astronautów, którzy zostali przywitani na ziemi jako bóstwa. Przed publikacją książka została gruntownie przeredagowana przez Wilhelma Utermanna (działającego pod pseudonimem Wilhelm Roggersdorf).

## Hipotezy von Dänikena

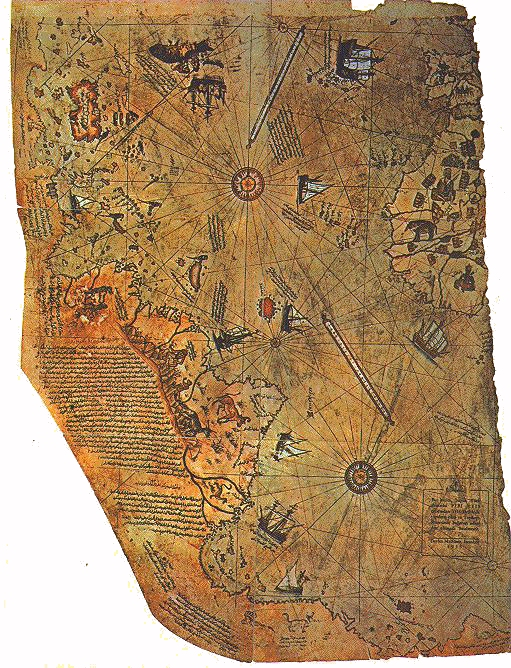
Mapa świata Piri Reisa z 1513 roku

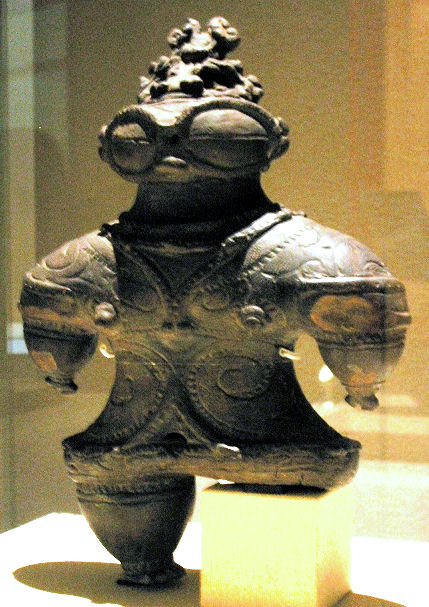
Japońska figurka z późnej epoki Jōmon (1000 – 400 p.n.e.), zdaniem Dänikena przedstawiająca starożytnego astronautę

Żelazna kolumna z Delhi, wzniesiona przez Czandraguptę II Wielkiego. Von Däniken twierdzi, że nigdy nie rdzewieje

Zdaniem autora książki istnienie struktur oraz artefaktów, które zostały odnalezione na naszej planecie, ma świadczyć, że dawniej stosowana technologia była znacznie bardziej rozwinięta i zaawansowana, niż się wydaje obecnie. Według Dänikena, obiekty te zostały wykonane przez istoty pozaziemskie lub ludzi (mieszkańców Ziemi), którzy nabyli ową rozwiniętą technologię od obcych. Jako przykłady budowli, które zostały tak zaprojektowane i wzniesione, autor podaje egipskie piramidy, Stonehenge oraz kamienne posągi z Wyspy Wielkanocnej. Dalsze przykłady obejmują wydarzenia ze średniowiecznej Europy, m.in. opis mapy Piri Reisa, która rzekomo przedstawia Ziemię taką, jaką można zobaczyć z kosmosu, oraz linie z Nazca w Peru, które według autora spełniają funkcję pasu startowego bądź lotniska.
Starożytne dzieła sztuki z całego świata interpretuje jako przedstawiające astronautów, pojazdy kosmiczne, istoty pozaziemskie oraz zaawansowaną technologię. Autor opisuje również zjawiska, które jego zdaniem są podobne w niepowiązanych ze sobą kulturach.
Początki religii wyjaśnia jako efekt kontaktu z obcą rasą. Według von Dänikena, ludzie uznali obcą technologię za nadprzyrodzoną i zaczęli traktować obcych jako bogów. Von Däniken zastanawia się, czy przekazy ustne lub pisemne większości religii nie zawierają odwołań do przybyszów z kosmosu, którzy odwiedzali naszą planetę. Twierdzi on, iż przekazy te powinny być traktowane jako dosłowny opis zdarzeń, który przez upływ czasu stał się dla nas niejasny i niezrozumiały. Jako przykład podaje on objawienie Ezechiela w Starym Testamencie, które interpretuje jako opis statku kosmicznego (Rydwanu Bożego), na którego pokładzie znajdują się anioły przypominające swą budową i kształtem mieszkańców ziemi (ludzi). Również za przykład podaje on Mojżesza, który dostał wytyczne od samego Boga, jak zbudować Arkę Przymierza, która to według Dänikena miała być swego rodzaju urządzeniem do komunikacji z obcą rasą.

## Krytyka
Szereg naukowców i historyków odrzuciło te idee, twierdząc, że wnioski zawarte w książce zostały oparte na wadliwej pseudonaukowej nadinterpretacji autora oraz że niektóre przykłady zostały sfałszowane lub sfabrykowane. Tezy i pomysły Dänikena starał się podważyć lub wręcz obalić Ronald Story swoją książką z 1976 r. pt. Space Gods Revealed. W podobnym tonie swoją książkę Crash Go the Chariots napisał Clifford Wilson w 1972 r.
Wkrótce po opublikowaniu Erinnerungen... von Däniken został oskarżony o kradzież pomysłów od francuskiego autora Roberta Charroux. W roku 2004 magazyn „Skeptic” podał, iż von Däniken wiele pomysłów na swe książki czerpał z książki autorstwa Louis Pauwelsa i Jacques’a Bergiera pt. The Morning of the Magicians, która z kolei zawierała w sobie wiele odniesień do „Wielkich Przedwiecznych”, a teorię starożytnych astronautów oparł na opowiadaniach H.P. Lovecrafta.
Jeden z obiektów, którym von Däniken posłużył się jako dowodem, został zanegowany i odrzucony przez niego samego. Stwierdził on w książce, że nierdzewiejąca żelazna kolumna, która znajduje się w Delhi w Indiach, to dowód na istnienie pozaziemskiej technologii, jednakże w wywiadzie stwierdził, że kolumna została wzniesiona przez człowieka. Ani te, ani inne ze zdyskredytowanych dowodów nie zostały usunięte z kolejnych reedycji książki.
Jedną z książek, która wspiera pracę i teorię von Dänikena, jest The Spaceships of Ezekiel, napisana przez byłego inżyniera NASA Josefs F. Blumricha. Ten sam autor napisał również artykuł podsumowujący pt. The Spaceships of Ezekiel.

## Adaptacje książki
Książka doczekała się swojej adaptacji w postaci niemieckiego filmu dokumentalnego pod tym samym tytułem (1970) i amerykańskiego, zatytułowanego In Search of Ancient Astronauts (1973).